# Coupe de la Fédération masculine de basket-ball 2018
Navigation
Coupe de la Fédération masculine de basket-ball 2017 Coupe de la Fédération masculine de basket-ball 2020
La coupe de la Fédération 2018-2019 est la 2e édition de la nouelle version du coupe de la Fédération masculine de basket-ball. Ce tournoi oppose douze équipes du championnat de Ligue I sans leurs joueurs évoluant en équipe nationale, critère poussant l'Étoile sportive de Radès à se retirer du tournoi (six de ses joueurs sont affectés). La compétition se déroule en effet pendant la phase des qualifications (9 novembre-22 décembre 2018) des équipes nationales pour la coupe du monde 2019.

## Finale
| Date             | Lieu   | Équipe à domicile | Équipe à l'extérieur        | Score |
| ---------------- | ------ | ----------------- | --------------------------- | ----- |
| 22 décembre 2018 | Nabeul | Club africain     | Dalia sportive de Grombalia | 67-65 |

## Champion
- Club africain
  - Président : Abdessalem Younsi
  - Entraîneur : Nidhal Ben Abdelkrim
  - Joueurs : Tarek Lahmaier, Saif Aissaoui, Skander Lahmaier, Seif Ben Maati, Zied Ben Arbia, Youssef Mejri, Hichem Zahi, Hassen Jendoubi, Fares Ochi, Amenallah Guizani, Abdelsalem Ben Mohamed